# Injuria

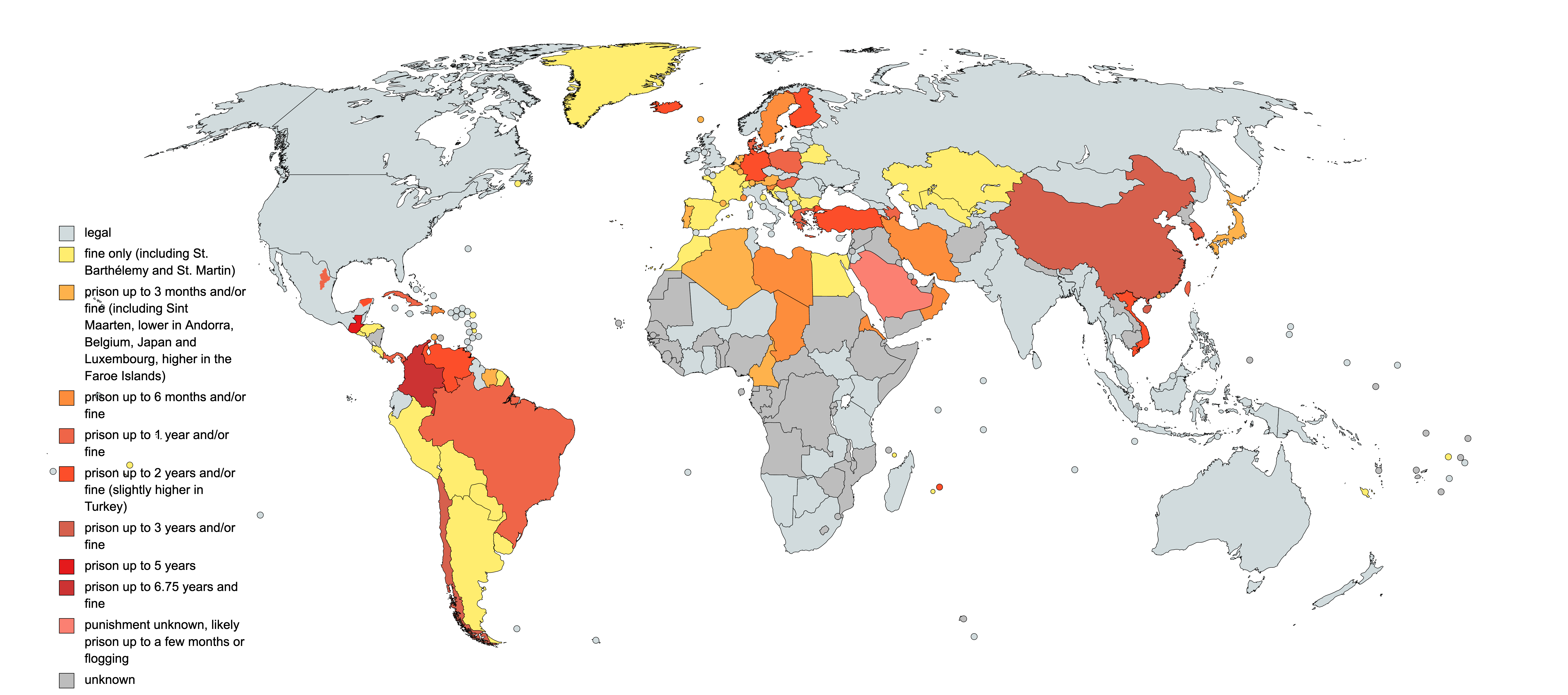
Estatus Legal de InjuriaEl mapa muestra el estatus legal de injuria a nivel mundial.

La injuria (del latín iniuria, "ofensa" o "agravio inferido a una persona") o libelo es toda expresión proferida o acción ejecutada en deshonra, descrédito o menosprecio de otra persona. Es considerada, en Derecho penal, un delito contra el honor o la buena fama, contemplado en la mayor parte de las legislaciones.

## Injurias y honor
Etimológicamente, la palabra injuria procede de los términos latinos "in" e "ius", significando así, en un sentido muy amplio, todo lo contrario a derecho (injusto), o como decía Viada y Vilaseca que injuria es todo lo que es contra razón y justicia.
Esencialmente la injuria es un agravio, ultraje de obra o de palabra, que lesiona la dignidad de persona diferente al que la hace. La injuria es, pues, en síntesis, todo acto que, dirigido a una persona, perjudica su reputación o atenta contra su propia estima o heteroestima y que es conocido por terceros, es decir; un acto lesivo de derechos y con publicidad en un determinado ámbito social (véase nota 3). Formalmente, puede consistir en la atribución de unos hechos, en la expresión de palabras soeces, en la ejecución de acciones de menosprecio, en una comparación denigrante, en la burla injustificada, en formular juicios de minusvaloración sobre otro... Con esta formulación tan amplia  se puede manifestar que los actos injuriosos son, básicamente, heterogéneos, circunstanciales y de definición cuasi-subjetiva. Además, la injuria consiste en atribuir la comisión de unos hechos a otra persona, será grave cuando se hayan llevado a cabo sabiendo que tales hechos sean inciertos, lo que añade al concepto de injuria el confuso criterio de la veracidad.
Hay que advertir que las legislaciones penales dan a la palabra honor un sentido mucho más amplio que el correspondiente a su pura significación gramatical. 
Si se considera el honor como cualidad moral que lleva al más severo cumplimiento del deber, es inatacable y no necesitaría protección penal. Solo su propia conducta puede deshonrar a un  ser humano. 
Si se considerara como gloria o reputación que sigue a la virtud o al mérito, harían falta estas cualidades para merecer la defensa del Derecho. 
Sin embargo, las expresiones ofensivas se consideran delito de injurias con independencia de las cualidades o méritos morales del sujeto pasivo. El ordenamiento jurídico ampara el respeto que merece toda persona humana por el hecho de serlo. En este sentido ha sido previsto en el artículo 12 de la Declaración Universal de los Derechos Humanos de 1948, y en la encíclica Pacem in terris: "Todo ser humano tiene el derecho natural al debido respeto de su persona, a la buena reputación...".
Corresponde siempre a los tribunales decidir sobre las expresiones que se pueden considerar injuriosas. Es evidente que la misma palabra o gesto tienen muy distinta significación según el ambiente, sentido que se les dé e incluso personas a quienes se refieran.

## Animus injuriandi
Al no tener el animus iniuriandi exteriorización sensorial, encontrándose subyacente en el interior de la conciencia, ha de ser captado tanto a través de los vocablos y locuciones empleados, como atendiendo a las circunstancias y medios de difusión en que se haya producido y propagado la especie presuntamente ofensiva o desprestigiante, es decir se ha de buscar dentro de la acción, de la conducta. Nosotros creemos que es elemento del animus injuriandi solamente se ha de examinar como presupuesto anterior y ligado a la génesis del delito, no a la conducta o a la voluntad descrita en el tipo penal, pero nunca ya dentro del mismo; en el examen de la comparación entre conducta y tipo penal se ha de actuar con estricta sujeción al Principio de Legalidad.
Respecto a la intención, la mayoría de autores exigen el animus iniurandi, de tal forma que no existe injuria si el sujeto activo procede con animus jocandi, narrarsdi, defendendi, etc. Frente a esta posición tolerante, Antolisei sostiene que basta con que las expresiones injuriosas se hayan realizado voluntariamente. Solo si se actúa en el ejercicio de un derecho o en cumplimiento de un deber (por ejemplo, defensa del cliente por parte del abogado), quedarían justificadas. Y siempre que no hubiera exceso en esta actuación.

## Exceptio veritatis
Como norma general, no exime de responsabilidad la prueba de que el vicio o defecto imputado son verdaderos. La exceptio veritatis es admisible en casos muy limitados y expresamente previstos por las distintas legislaciones. Así, por ejemplo, el Código Penal español expresa en el artículo 210 "El acusado de injuria quedará exento de responsabilidad probando la verdad de las imputaciones cuando éstas se dirijan contra funcionarios públicos sobre hechos concernientes al ejercicio de sus cargos o referidos a la comisión de faltas penales o de infracciones administrativas.".

## Injurias en Internet
Las injurias proferidas a través de redes sociales y foros de Internet constituyen un gran desafío en esta era, principalmente para castigar al responsable por el anonimato que otorga la red.
En España el artículo 16 de la Ley 34/2002, de 11 de julio, de servicios de la sociedad de la información y de comercio electrónico, sobre responsabilidad de los prestadores de servicios de alojamiento o almacenamiento de datos, dice que "1. Los prestadores de un servicio de intermediación consistente en albergar datos proporcionados por el destinatario de este servicio no serán responsables por la información almacenada a petición del destinatario, siempre que: a) No tengan conocimiento efectivo de que la actividad o la información almacenada es ilícita o de que lesiona bienes o derechos de un tercero susceptibles de indemnización, o b) Si lo tienen, actúen con diligencia para retirar los datos o hacer imposible el acceso a ellos. Se entenderá que el prestador de servicios tiene el conocimiento efectivo a que se refiere el párrafo a) cuando un órgano competente haya declarado la ilicitud de los datos, ordenando su retirada o que se imposibilite el acceso a los mismos, o se hubiera declarado la existencia de la lesión, y el prestador conociera la correspondiente resolución, sin perjuicio de los procedimientos de detección y retirada de contenidos que los prestadores apliquen en virtud de acuerdos voluntarios y de otros medios de conocimiento efectivo que pudieran establecerse."
Puede sostenerse que Un burofax o un acta notarial son medios de "conocimiento efectivo" de que una "actividad"..."lesiona derechos susceptibles de indemnización". La ley establece varios supuestos, pero al utilizar el término "susceptible de indemnización", no está exigiendo una sentencia firme, porque en esos casos no hay derechos perjudicados "susceptibles" de indemnización. En una sentencia hay una orden judicial de indemnizar. 
En ese sentido, basta con poner en conocimiento del sitio o red la existencia de los datos perjudiciales de forma fehaciente (indicando por ejemplo qué comentario o hilo contiene la ofensa) para que el proveedor de servicios de la sociedad de la información no pueda hacer valer en juicio su falta de conocimiento.  
Asimismo, "no es necesario que un juez penal califique delitos de injurias o calumnias, un juez civil puede decir que tal o cual hecho constituye una injuria a los fines indemnizatorios. La víctima de injurias no está obligada a instar una acción penal, siendo ello optativo al depender de instancia de parte. Es decir, esos delitos no se persiguen de oficio e incluso una vez iniciada una querella por injurias puede ser desistida.

## La injuria en los diferentes ordenamientos jurídicos
- Sistema español, que define la injuria como "la acción o expresión que lesionan la dignidad de otra persona, menoscabando su fama o atentando contra su propia estimación" (art. 208, Código Penal de España) y la diferencia de la calumnia. Adoptan esta definición el Código de Defensa Social de Cuba (art. 507), y los códigos penales de Chile (art. 416), Nicaragua (art. 376), Panamá (art. 337 bis) y El Salvador (art. 179), y otros muy semejantes como el de Argentina (art. 110), Bolivia (art. 583), Colombia (art. 337), Ecuador (art. 465) y Guatemala (art. 348).

- Sistema italiano, que considera injuria "la ofensa al honor o al decoro de una persona hecha en su presencia o mediante comunicaciones a ella dirigidas" (art. 594 del Código Penal de Italia), y difamación las ofensas hechas ante personas distintas al ofendido.

- Sistema francés, que diferencia entre injuria -expresión ultrajante que no suponga imputación de hechos- y difamación, imputación de un hecho que atente al honor o a la consideración de la persona (art. 29 de la Ley de 29 de julio de 1881). Siguen este sistema los códigos penales de Bélgica (art. 448, 443) y República Dominicana (art. 376).

## Las injurias en chile en su ordenamiento jurídico[2]
En Chile, las injurias están contempladas en el Código Penal, que las definen como expresiones, declaraciones o gestos ofensivos que dañan el honor o la dignidad de una persona. Estas pueden ser de carácter público o privado, y su relevancia legal depende en gran medida de la intención y el contexto en el que fueron emitidas. Según el artículo 416 del Código Penal,se diferencian entre injurias graves y leves, dependiendo de la magnitud del agravio. Las injurias graves se refieren a aquellas que afectan considerablemente la honradez de la víctima y pueden incluir acusaciones falsas, insultos o insinuaciones sobre su integridad moral. 
Para que una injuria sea sea considerada como tal, el acto debe cumplir ciertos criterios, como la intención de dañar la reputación de la persona. Además, en la legislación chilena se distingue entre injurias verbales, gestuales y escritas, abarcando un espectro amplio de expresiones ofensivas. También es importante considerar el contexto en que se produce la injuria , ya que si la ofensa se hace en un lugar público o en un medio de comunicación masivo, como redes sociales o medios de prensa, puede agravar la pena. 
Respecto a la persecución de estos delitos, en Chile la injuria es un delito privado, lo que significa que es la propia víctima quien debe iniciar la acción judicial mediante una querella. Este tipo de proceso implica que el acusado puede enfrentar penas de multa o incluso prisión en casos de injurias graves, aunque estas suelen ser sustituidas por penas alternativas como trabajos comunitarios. Sin embargo, en los últimos años, la legislación chilena ha comenzado a cuestionar la necesidad de sancionar penalmente las injurias, considerando que el derecho civil ofrece herramientas que podrían ser suficientes para reparar el daño causado sin recurrir a la vía penal. 